# Wahlen zum Senat der Vereinigten Staaten 1938
Am 8. November 1938 wurde in den Vereinigten Staaten ein Drittel der Mitglieder des US-Senats gewählt. Die Wahlen waren Teil der allgemeinen Wahlen zum 76. Kongress der Vereinigten Staaten in jenem Jahr, bei denen auch alle Abgeordneten des Repräsentantenhauses gewählt wurden. Da der Wahltermin genau in der Mitte der zweiten vierjährigen Amtszeit von Präsident Franklin D. Roosevelt lag (Midterm Election) galten die Wahlen zum Teil auch als Votum über die bisherige Politik des Präsidenten.
Seit der Verabschiedung des 17. Zusatzartikel zur Verfassung der Vereinigten Staaten im Jahr 1913 werden alle US-Senatoren in ihrem jeweiligen Bundesstaat direkt vom Volk ihres Staates gewählt. Dabei stellt jeder Bundesstaat 2 Senatoren. Nach der Verfassung der Vereinigten Staaten werden US-Senatoren auf sechs Jahre gewählt. Allerdings werden nie alle Senatsmitglieder gleichzeitig gewählt. Die Wahlen folgen einem Schema, wonach alle zwei Jahre ein Drittel der Senatoren zeitgleich mit den Wahlen zum US-Repräsentantenhaus gewählt werden. Zu diesem Zweck ist der Senat in drei Klassen eingeteilt, die das Wahljahr der Senatoren bestimmen. Im Jahr 1938 standen die Senatoren der Klasse III zur Wahl. Zu diesem Zeitpunkt bestanden die Vereinigten Staaten aus 48 Bundesstaaten. Daraus ergibt sich die Zahl von insgesamt 96 Senatoren, von denen 36 zur Wahl standen. Erstmals seit 1930 blieben die Demokraten ohne Mandatsgewinne. Sie verloren acht Sitze, konnten aber ihre Zweidrittelmehrheit im Senat gerade noch behaupten. Die Ursachen für den einsetzenden Umschwung sind eine Rezession im Jahr 1937, die das Vertrauen in die New Deal Politik der Bundesregierung erschütterte. Außerdem gab es innerhalb der Demokraten einen Richtungsstreit zwischen einem liberalen und einem konservativen Flügel, der nach außen ein Bild der Uneinigkeit der Partei vermittelte. Darüber hinaus kam es zu juristischen Auseinandersetzungen um einige Gesetze im Rahmen des New Deal Programms, die teilweise vor dem Obersten Bundesgericht ausgetragen wurden. Dabei ging es um die Frage der Vereinbarkeit der Gesetze mit der Verfassung. Die Senatswahl von 1938 markiert eine Trendwende zu Gunsten der Republikaner, die sich in den nächsten vier Senatswahlen fortsetzen sollte.

## Senatszusammensetzung nach der Wahl
- Demokratische Partei: 69 (76)[1]
- Republikanische Partei: 23 (16)
- Farmer and Labor Party in Minnesota: 2 (2)
- Progressive Party 1 (1)
- Sonstige 1 (1)

Gesamt: 96
In Klammern sind die Ergebnisse der letzten Wahlen vom 3. November 1936. Veränderungen im Verlauf der Legislaturperiode, die nicht die Wahlen an sich betreffen, sind bei diesen Zahlen nicht berücksichtigt. Werden aber im Artikel über den 76. Kongress im Abschnitt über die Mitglieder des Senats bei den entsprechenden Namen der Senatoren vermerkt.
Zu Veränderungen nach der Wahl siehe auch Liste der Mitglieder des Senats im 76. Kongress der Vereinigten Staaten.